# Озерце (Івано-Франківський район)
Озе́рце — село Івано-Франківського району Івано-Франківської області. Входить до складу Дубовецької сільської громади. 
На 2021 рік в селі не було жодної інфраструктури, а проживало тільки три людини.